# Maria Herngren
Maria Herngren född 1962 i Flygfors och uppvuxen i Sexdrega, är en svensk författare och journalist, redaktör för Modern Barndom, Reggio Emilia Institutets tidning. Maria är en av de tre författarna bakom pseudonymen Emma Vall, vilka framför allt har gjort sig kända för sina kriminalromaner. De övriga bakom pseudonymen är författarna Eva Swedenmark och Annica Wennström. Maria har tre barn och tre bröder, varav en är konstnären Tomas Herngren .